# 愛火花 (專輯)
《愛火花》是香港歌手張學友的第十二張粵語專輯，唱片監製歐丁玉，寶麗金唱片公司製作發行。由於上半年《真情流露》在香港掀起了熱潮，年尾再推出專輯《愛火花》成為樂迷最期待唱片之一，張學友的人氣指數及唱片銷量至此再攀頂峯。其中多首歌曲獲當年多個音樂大獎。主打歌《愛火花》、《還是覺得你最好》、《日出時讓戀愛終結》及《你是我今生唯一傳奇》均大受歡迎。

## 曲目
| 曲序 | 曲目                   |        | 作曲                           | 编曲          | 备注                                                                                 |
| ---- | ---------------------- | ------ | ------------------------------ | ------------- | ------------------------------------------------------------------------------------ |
| 1.   | 愛·火·花               | 劉卓輝 | 織田哲郎 康珍化                | 蘇德華        | 第一主打 改編自日本歌手近藤房之助和織田哲郎的《BOMBER GIRL》，基本採用原編曲         |
| 2.   | 還是覺得你最好         | 劉卓輝 | 米米CLUB                       | 趙增熹        | 第二主打 改編自日本組合米米CLUB的《愛してる》 國語版為《你給我的愛最多》             |
| 3.   | 日出時讓戀愛終結       | 陳少琪 | 日比野健                       | 趙增熹        | 第三主打 改編自日本組合FACE TWO FACE的《あの夏の風》 和音部份由黎瑞恩主唱            |
| 4.   | 還我情真               | 劉卓輝 | Donald Ashley                  | Donald Ashley |                                                                                      |
| 5.   | 你是我今生唯一傳奇     | 周禮茂 | César Lemos Paulo Sérgio Valle | 盧東尼        | 第四主打 改編自巴西組合The Fevers的《Tarde de Verão》 電影《飛越謎情》主題曲         |
| 6.   | 幸福宣言               | 簡寧   | 杉田裕 知久光康                | 蘇德華        | 改編自日本組合JAYWALK的《心の鐘を叩いてくれ》 電影《真的愛你》片尾曲                 |
| 7.   | 夜了…又破曉            | 周禮茂 | 久保田利伸                     | 趙增熹        | 第五主打 改編自日本歌手久保田利伸的《Missing》                                       |
| 8.   | 生命的插曲             | 陳少琪 | 杉田裕                         | 盧東尼        | 改編自日本組合JAYWALK的《河より低い町で - My Old Man》                               |
| 9.   | 長流不息（黎瑞恩合唱） | 簡寧   | 顧嘉煇                         | 顧嘉煇        | 先行曲 無綫電視劇《長流不息》主題曲 隨後重新收錄於黎瑞恩專輯《我是不是真的戀愛了》中 |
| 10.  | 獨尋醉                 | 黃國輝 | 歐丁玉                         | 盧東尼        | 無綫電視劇《我愛玫瑰園》插曲                                                         |

## 唱片版本
- CD版
- 盒帶版

## 音樂錄像

### 原人演出
- 愛火花（寶麗金卡拉OK碟聖巨星MTV Vol.3（1993年，原聲）、寶麗金卡拉OK碟聖張學友原裝Music Videos卡拉OK精選（1994年，原聲））
- 還是覺得你最好（TVB版本）
- 還是覺得你最好（原裝版本）（寶麗金卡拉OK碟聖巨星MTV Vol.3（1993年，原聲）、寶麗金卡拉OK碟聖張學友原裝Music Videos卡拉OK精選（1994年，原聲））
- 日出時讓戀愛終結（TVB版本）
- 你是我今生唯一傳奇（TVB版本）
- 你是我今生唯一傳奇（原裝版本）（寶麗金金曲卡拉OK POL33020（1993年，部份原聲）、寶麗金卡拉OK碟聖巨星MTV Vol.3（1993年，原聲）和寶麗金卡拉OK碟聖張學友原裝Music Videos卡拉OK精選（1994年，原聲））
- 長流不息（寶麗金金曲卡拉OK POL33020（1993年，部份原聲）、寶麗金卡拉OK碟聖新一代MUSIC VIDEOS原裝卡拉OK Vol.2（1995年，原聲））

### 非原人演出
- 愛火花（寶麗金金曲卡拉OK POL33019（1992年，部份原聲）、寶麗金卡拉OK碟聖張學友原裝卡拉OK精選 Vol.2（1993年，原聲））
- 還是覺得你最好（寶麗金卡拉OK碟聖張學友原裝卡拉OK精選 Vol.2（1993年，原聲））
- 日出時讓戀愛終結（寶麗金金曲卡拉OK POL33020（1993年，部份原聲）、寶麗金卡拉OK碟聖張學友原裝卡拉OK精選 Vol.2（1993年，原聲））
- 還我情真（寶麗金金曲卡拉OK POL33021（1993年，部份原聲）、寶麗金卡拉OK碟聖張學友原裝卡拉OK精選 Vol.2（1993年，原聲））
- 你是我今生唯一傳奇（寶麗金卡拉OK碟聖23粵語歌曲精選（1993年，非原聲）、寶麗金卡拉OK碟聖張學友原裝卡拉OK精選 Vol.2（1993年，原聲））
- 幸福宣言（寶麗金金曲卡拉OK POL33021（1993年，部份原聲）、寶麗金卡拉OK碟聖張學友原裝卡拉OK精選 Vol.2（1993年，原聲））
- 夜了...又破曉（寶麗金卡拉OK碟聖張學友原裝卡拉OK精選 Vol.2（1993年，原聲））
- 生命的插曲（寶麗金卡拉OK碟聖張學友原裝卡拉OK精選 Vol.2（1993年，原聲））
- 長流不息（寶麗金卡拉OK碟聖張學友原裝卡拉OK精選 Vol.2（1993年，原聲）、寶麗金卡拉OK碟聖27合唱歌曲精選（1993年，非原聲）和寶麗金卡拉OK碟聖29粵語歌曲精選（1993年，非原聲））
- 獨尋醉（寶麗金金曲卡拉OK POL33023（1993年，部份原聲））

## 獎項
- 1992年度十大勁歌金曲頒獎典禮

- 「十大勁歌金曲」：《還是覺得你最好》

- 1992年度十大中文金曲頒獎典禮

- 「十大中文金曲」：《還是覺得你最好》

- 1993年度十大中文金曲頒獎典禮

- 「十大中文金曲」：《你是我今生唯一的傳奇》

- 1992年度叱咤樂壇流行榜頒獎典禮

- 「叱咤樂壇我最喜愛的歌曲大獎」：《還是覺得你最好》
- 「叱咤樂壇全國專業推介銀獎」：《還是覺得你最好》